# Tomaso Antonio Vitali
Pour les articles homonymes, voir Vitali.
Tomaso Antonio Vitali (nommé Vitalino), né le 7 mars 1663 à Bologne et mort le 9 mai 1745 à Modène, est un violoniste et compositeur baroque italien de la fin du XVIIe et de la première moitié du XVIIIe siècle.

## Biographie
Fils aîné de Giovanni Battista Vitali, il fut le plus brillant élève de son père. Comme lui, Tomaso fait très jeune partie de la célèbre chapelle de la basilique Saint-Pétrone (San Petronio) de Bologne.
En 1674, lorsque Giovanni Battista se rend à Modène, comme vice-maître de chapelle à la cour du duc François II d'Este, il emmène sa famille avec lui. C'est ainsi que dès l'âge de douze ans, Tomaso Antonio fait partie de l'orchestre de la cour. Sa virtuosité dépasse assez rapidement celle de son père.
Devenu à son tour maître de chapelle de la famille d'Este, Tomaso Antonio se fixe à Modène. Il aura pour élèves Evaristo Felice Dall'Abaco (1688-1742) et Jean-Baptiste Senaillé (1688-1730), fils d'un des Vingt-quatre Violons du Roi à Paris. Après la mort de son père en 1692, Tomaso publie en trois années trois collections de sonates à trois, et une autre de sonates pour violon et basse continue. En ce qui concerne sa célèbre Chaconne en sol mineur pour violon et basse continue, arrangée et publiée vers 1860 par le violoniste allemand Ferdinand David, les musicologues contestent son authenticité.
Dans l'histoire de la sonate, Tomaso a fusionné les types da chiesa et da camera (« d'église » et « de chambre ») en un même modèle, qui fut adopté peu à peu partout en Europe.

## Œuvres
- 12 Sonates pour violon et b.c. (Dans l'autographe de 1690 intitulé de "primizie")
- Op.1 12 Sonate a tre per Due Violini, e Violoncello, col Basso per l'Organo 1693
- Op.2 12 Sonate a due Violini, col Basso per l'Organo (1693)
- Op.3 12 Sonate da Camera a tre, per due Violini e Violone (1695)
- Op.4 12 Concerti di sonate a Violino, Violoncello e Cembalo (1701)
- Sonate en trio Corona di dodici fiori armonici tessuta da altretanti ingegni sonori a 3 strumenti (1706)